# Buckower Elegien
Buckower Elegien ist ein Gedichtzyklus des deutschen Dichters und Dramatikers Bertolt Brecht. Er schrieb die Gedichte des Zyklus überwiegend im Juli und August 1953 in seinem Wohnsitz in Buckow am Schermützelsee in der Märkischen Schweiz (Brecht-Weigel-Haus). Sie gelten als seine persönliche künstlerische Reaktion auf die Ereignisse des 17. Juni 1953. Brecht war der Auffassung, dass die Demonstrationen des 17. Juni von „Gestalten der Nazizeit“ und „deklassierten Jugendlichen“ aus dem Westen unterwandert gewesen seien und die „Arbeiterklasse“ vom „Klassenfeind“ aufgehetzt worden sei. Noch am 17. Juni 1953 begrüßte er in einem Brief an Walter Ulbricht die Maßnahmen der DDR-Führung und das militärische Eingreifen der Sowjetstreitkräfte, mahnte allerdings die SED-Verantwortlichen auch zu einer „große[n] Aussprache mit den Massen“.
In dem Gedichtzyklus verarbeitete Brecht auch die Privilegien, die er gegenüber den arbeitenden Menschen in der DDR genoss, und beschäftigte sich darüber hinaus mit persönlichen Themen (die Liebe in Der Rauch, das Altern in Tannen). Die Gedichte bieten eine sehr persönliche Sicht Brechts auf die politischen Verhältnisse in der DDR (preußische Traditionen in Gewohnheiten, Nazivergangenheit in Vor acht Jahren), aber auch eine Auseinandersetzung mit allgemeinen philosophischen Fragen (in Beim Lesen des Horaz).
Im November 1953 erschienen einzelne Gedichte des Zyklus in der Zeitschrift Sinn und Form (Nr. 6/1953), gleichzeitig erhielt sein Verleger Peter Suhrkamp einige Gedichte unter dem Titel Buckowlische Elegien (ein Wortspiel mit Bukolische Dichtung). 1954 nahm Brecht geringfügige Korrekturen am Text vor und fügte das Motto des Zyklus hinzu: Ginge da ein Wind …. Alle Gedichte, die man heute der Sammlung zurechnet, wurden erstmals 1964 zusammen publiziert.

## Inhaltsverzeichnis
- Der Radwechsel
- Der Blumengarten
- Die Lösung
- Böser Morgen
- Die Musen
- Gewohnheiten
- Heißer Tag
- Die neue Mundart
- Große Zeit, vertan
- Eisen
- Der Rauch
- Vor acht Jahren
- Der Einarmige im Gehölz
- Die Wahrheit einigt
- Rudern, Gespräche
- Lebensmittel zum Zweck
- Bei der Lektüre eines spätgriechischen Dichters
- Tannen
- Der Himmel dieses Sommers
- Bei der Lektüre eines sowjetischen Buches
- Die Kelle
- Beim Lesen des Horaz
- Laute

## Textbeispiel mit Interpretation
Der Rauch
Das kleine Haus unter Bäumen am See.
Vom Dach steigt Rauch.
Fehlte er
Wie trostlos dann wären
Haus, Bäume und See.
Auf den ersten Blick ist dieses Gedicht ein Stück Naturlyrik. Die Technik des Menschen in der durch Bäume und See angesprochenen Natur ist symbolisiert durch das Haus. Lebendig und sinnvoll werden aber sowohl die Natur als auch die vom Menschen geschaffenen Dinge erst durch die lebendige Gegenwart des Menschen selbst, die im Rauch dargestellt ist, der durch den Schornstein steigt und als tröstend bezeichnet wird.
Über diese allgemeine Betrachtung hinaus hat dieses Gedicht aber auch einen sehr persönlichen Bezug zu Brecht. Während er selbst mit seiner Frau Helene Weigel das Haupthaus auf dem Grundstück bewohnte, hatte er in einem kleinen Gartenhaus seine Mitarbeiterin und Geliebte Elisabeth Hauptmann untergebracht. Immer wenn sie ihn empfangen wollte, nutzte sie den Kamin, um Brecht ein Zeichen zu geben.